# Luosujärvi
Luosujärvi är en sjö i Finland. Den ligger i kommunen Kolari i landskapet Lappland, i den norra delen av landet, 800 km norr om huvudstaden Helsingfors. Luosujärvi ligger 196,4 meter över havet. Arean är 68,5 hektar och strandlinjen är 5,73 kilometer lång. Sjön  ingår i Torne älvs huvudavrinningsområde. 